# Hironobu Ono
Hironobu Ono (小野 博信 Ono Hironobu?, nacido el 7 de julio de 1987 en Yamanashi) es un exfutbolista japonés. Jugaba de guardameta y su único club fue el Mito HollyHock de Japón.

## Trayectoria

### Clubes
| Club           | País  | Año         |
| -------------- | ----- | ----------- |
| Mito HollyHock | Japón | 2010 - 2012 |

## Estadística de carrera

### J. League
| Club           | Año   | J. League | J. League | Copa J. League | Copa J. League | Total | Total |
| Club           | Año   | Part.     | Goles     | Part.          | Goles          | Part. | Goles |
| -------------- | ----- | --------- | --------- | -------------- | -------------- | ----- | ----- |
| Mito HollyHock | 2010  | 0         | 0         | -              | -              | 0     | 0     |
| Mito HollyHock | 2011  | 4         | 0         | -              | -              | 4     | 0     |
| Mito HollyHock | 2012  | 0         | 0         | -              | -              | 0     | 0     |
| Total          | Total | 4         | 0         | 0              | 0              | 4     | 0     |